# Bregana
Bregana je naselje koje administrativno pripada Gradu Samoboru.
Bregana je u Hrvatskoj najpoznatija po nekadašnjem graničnom prijelazu Bregana – Obrežje.

## Stanovništvo
Prema popisu stanovništva iz 2011. godine, naselje je imalo 2440 stanovnika.
| broj stanovnika | 308   | 300   | 359   | 422   | 441   | 419   | 362   | 455   | 460   | 799   | 1567  | 1632  | 1794  | 2344  | 2528  | 2440  | 2198  |
|                 | 1857. | 1869. | 1880. | 1890. | 1900. | 1910. | 1921. | 1931. | 1948. | 1953. | 1961. | 1971. | 1981. | 1991. | 2001. | 2011. | 2021. |

## Šport
Malonogometni turnir Tri kornera – elver održava se od 1964. Igra se s 4 igrača i bez vratara.

## Spomenici i znamenitosti
- Kurija Kiepach

## Poznate osobe
- Danijel Munić, hrv. nogometni sudac